# Битва при Фарсалі
Би́тва при Фарса́лі — вирішальна битва між військами Гая Юлія Цезаря і Гнея Помпея, що боролися за владу у Римі.

## Передісторія
У I ст. до н. е. Римська республіка переживала політичну кризу. У 60 до н. е. три найбільших політичних діячі — Марк Ліциній Красс, Гней Помпей і Юлій Цезар — уклали таємний союз для боротьби з римським сенатом. Перший Тріумвірат (так був названий цей союз) грав велику роль в державних справах Рима, але в 53 до н. е. Красс був убитий, а Цезар і Помпей почали боротьбу один з одним за одноосібну владу. При цьому Помпея підтримували прихильники традиційного республіканського (сенатського) правління, а Цезаря — прихильники монархії.
У 49 до н. е. сенат позбавив Цезаря його повноважень і наказав розпустити армію, що знаходилася в Галлії. У відповідь на це Цезар оголосив сенату війну і незабаром на чолі своїх військ здійснив звитяжний похід по Італії. У тому ж році він розгромив війська Помпея і його іспанських прихильників у битві при Ілерді, після чого Помпею довелося поспішно тікати до Греції. Він тимчасово отаборився у в місті Лариса.
Восени 49 до н. е. Цезар отримав повноваження диктатора, а в червні 48 до н. е. його армія висадилася у Фессалії. Після поразки під Діррахієм Цезар був змушений відступити вглиб Греції. Військо Помпея пішло за ним.
Війська Помпея і Цезаря розташувалися недалеко від міста Фарсал. У армії Помпея була чисельна перевага, але швидше за все, незначна (втім, сам Цезар стверджував, що чисельність його війська була вдвічі менша від помпеєвої, але історики схильні сумніватися в істинності його слів). Чисельність кожної з армій дорівнювала близько 30 000 осіб, але в армії Помпея була невелика перевага в кінноті.
Гай Юлій Цезар вирішив не зволікати з генеральною битвою: його запаси продовольства закінчувалися, а налагодити постачання у військових умовах було надзвичайно важко.
Бойовий порядок армії Помпея складався з трьох ліній, витягнутих уздовж фронту. Кожна лінія складалася з 10 шеренг. На правому фланзі, який упирався в Еуфід, потік з крутими берегами, знаходилися: кілікійський легіон і воїни, що прибули з Сирії, а вся кіннота, стрільці і пращники зайняли лівий фланг. Окремий загін було залишено для охорони укріпленого табору.
Цезар же велів зрити укріплення свого табору, демонструючи своїм воїнам, що сховатися у разі поразки їм буде ніде. Своїх воїнів він також розташував в три лінії. Лівий фланг позиції Цезаря упирався в Еуфід, там він поставив два легіони, що зазнали значних втрат в попередніх боях. На правому фланзі він розташував свій найбільш прославлений Десятий легіон, а також посилив його кіннотою і легкоозброєною піхотою. Додатково до цього він виділив шість когорт і зробив з них додаткову четверту лінію під кутом до правого флангу.

## Битва
Помпей надав Цезарю можливість почати битву, розраховуючи на те, щоб зберегти сили своїх малодосвідчених воїнів.
Коли почалося фронтальне зіткнення, Помпей наказав своїй кінноті і легкоозброєним піхотинцям атакувати правий фланг позицій Цезаря. Кіннота Цезаря побігла, захоплюючи за собою вглиб свого правого флангу переслідувачів, які сподівалися ударити в тил війська ворога. Проте із-за правого флангу Цезаря вийшли шість когорт піхоти, які несподівано атакували вершників. Стрільці і пращники довершили розгром найсильнішого загону Помпея.
Знищивши кінноту, що прикривала лівий фланг супротивника, кіннота і піхотинці Цезаря атакували його. Одночасно в атаку пішла й решта легіонів Цезаря. Не витримавши натиску ворога, солдати Помпея кинулися під захист свого укріпленого табору.
Помпей залишив своє військо ще раніше — як тільки побачив, що його кіннота потрапила в засідку. Він встиг дістатися до корабля, який вирушив до Єгипту.
Легіони Цезаря з наскоку узяли табір супротивника штурмом, а потім почали переслідувати ворога, що втікав. Невдовзі велику частину вірних Помпею легіонерів узяли в полон.

## Підсумки
Ця перемога дала змогу Цезарю стати диктатором — спочатку на 10 років, а потім сенат присвоїв йому цей титул довічно.
Битву при Фарсалі описують:
- Гай Юлій Цезар — Записки про громадянську війну
- Плутарх — Порівняльні життєписи: Брут, Цезар, Помпей
- Аппіан — Римська історія